# Померли у вересні 2013
|  | Службовий список статей, створений для координації робіт з розвитку теми. Це попередження не встановлюється на інформаційні списки і глосарії. |

Це список значимих людей, що померли 2013 року, упорядкований за датою смерті. Під кожною датою перелік в алфавітному порядку за прізвищем або псевдонімом.
Смерті значимих тварин та інших біологічних форм життя також зазначаються тут.
Типовий запис містить інформацію в такій послідовності:
- Ім'я, вік, країна громадянства і рід занять (причина значимості), встановлена причина смерті і посилання.

## Вересень

### 30 вересня
- Казіс Бобяліс, 90, литовський політичний діяч, голова Верховного комітету звільнення Литви (1979—1992), кандидат на пост президента країни (2007)[1]
- Рангель Вилчану, 84, болгарський актор, режисер та сценарист, лауреат кінофестивалю у Карлових Варах (1962)[2]
- Тельжанов Мухамедханафія Тімірболатовіч, 86, радянський та казахський живописець, народний художник СРСР[3]
- Хохлов Сергій Миколайович, 86, кубанський поет, автор слів гімну Краснодара, до пісні «Кубанські сині ночі» та ін.[4]

### 29 вересня
- Гарольд Агню, 92, американський фізик, директор Лос-Аламоської національної лабораторії (1970—1979)[5]
- Бірсан Олександр Семенович, 58, колишній начальник держохорони України (1992—2010), генерал-лейтенант у відставці[6]
- Шрі Сатья Нараян Гоєнка, 89, бірманський буддистський наставник[7]
- Ісаков Юрій Борисович, 64, радянський стрибун, бронзовий призер чемпіонату Європи (1974) та багаторазовий чемпіон СРСР у стрибках з жердиною[8]
- Патриція Кастелл, 87, аргентинська акторка[9]
- Боб Керланд, 88, американський баскетболіст, дворазовий чемпіон Олімпійських ігор (1948, 1952)[10]

### 28 вересня
- Сандро Маріатегі, 91, прем'єр-міністр та міністр закордонних справ Перу (1984), голова Сенату (1982—1983)[11]
- Лаговський Ігор Костянтинович, 91, головний редактор журналу «Наука та життя» (1981—2008)[12]
- Одланьєр Мена, 87, керівник чилійської розвідки (Національного центру інформації) (1977—1980); самогубство[13]
- Паров Анатолій Васильович, 57, радянський футболіст, захисник. Майстер спорту СРСР.[14]
- Ромішевський Ігор Анатолійович, 73, радянський хокеїст, дворазовий олімпійський чемпіон (1968, 1972), чотириразовий чемпіон світу (1968—1971), президент клубу «Золота шайба» (2006—2013)[15]
- Вальтер Шмідінгер, 80, австрійський актор («Хануссен», «Реквієм»)[16]

### 27 вересня
- Ференц Карпаті, 87, угорський політичний та військовий діяч, міністр оборони (1985—1990)[17]
- Кравцев Володимир Іванович, 68, заступник генерального прокурора СРСР, заступник генерального прокурора Російської Федерації (1993—1994), засновник та перший голова «Союзу ветеранів слідства» (2007—2013)[18]
- Тунджелі Куртіз, 77, турецький актор («На краю раю»), лауреат Берлінського кінофестивалю («Срібний ведмідь» за найкращу чоловічу роль у фільмі «Посмішка ягняти») (1986)[19][20]
- Джон Келверт, 102, американський ілюзіоніст[21]
- Лайлс, А.К., 95, американський продюсер[22][23]

### 26 вересня
- Блюхер Василь Васильович, 85, радянський вчений та інженер, ректор Свердловського інженерно-педагогічного інституту (1978—1985)[24]
- Дені Бродер, 82, канадський хокейний воротар, бронзовий призер Олімпійських ігор (1956), спортивний фотограф, батько Мартіна Бродера[25]
- Джумагулов Ельмурза Біймурзаевіч, 91, учасник Радянсько-німецької війни, танкіст, Герой Радянського Союзу (1944)[26]
- Мустафа Масмоуді, 76, туніський політик, міністр інформації (1970—1980)[27]
- Потапов Анатолій Іванович, 78, організатор радянської охорони здоров'я та медичної науки, міністр охорони здоров'я РРФСР (1986—1990), академік РАМН[28]
- Саркісян Сос Арташесович, 83, радянський та вірменський актор театру та кіно, народний артист СРСР (1985)[29]
- Сар'ян Араксі Арцрунієвна,76, радянський та вірменський музикознавець, заслужений діяч мистецтв Вірменії[30]
- Утєвський Олександр Семенович, 74, російський господарський діяч і бізнесмен, глава КК «Севзаппром» та Сясьський целюлозно-паперового комбінату[31]
- Шидловська Римма, 21, призер першостей Росії з велоспорту, ДТП[32]

### 25 вересня
- Брикін Борис Володимирович77, радянський футболіст[33]
- Свен Піппіг, 50, німецький актор[34][35]
- Пономарьов Леонід Олексійович? 73, головний хормейстер Волгоградського музичного театру, заслужений артист Росії[36]
- Стоклицька Тетяна Львівна, 75, викладач Центральної музичної школи при Московській державній консерваторії, автор посібників з теоретичним музичним дисциплін; вбита[37][38]
- Черешнєв Ігор Олександрович, 65, російський біолог, голова Північно-Східного наукового центру ДВО РАН, директор інституту біологічних проблем Півночі, член-кореспондент РАН[39]
- Шапієв Мухтар (Магомедмухтар) Рамазанович, 50, суддя Верховного суду Дагестану; загинув внаслідок замаху[40]

### 24 вересня

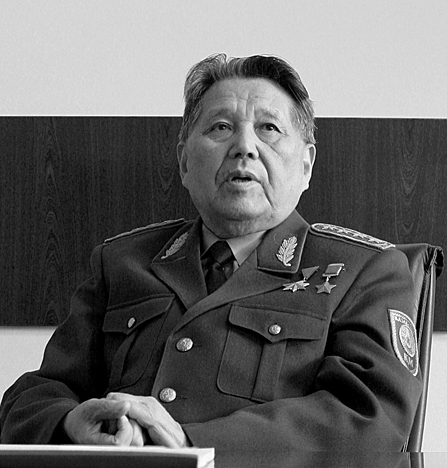
Сагадат Нурмагамбетов

- Зінгер Віктор Олександрович, 71, радянський хокеїст (воротар), Олімпійський чемпіон (1968), п'ятиразовий чемпіон світу та Європи, триразовий чемпіон СРСР у складі ХК «Спартак»[41]
- Ішемгулов Марат Баязітович, 65, російський державний діяч[42]
- Карвасарський Борис Дмитрович, 82, російський психіатр та психотерапевт, керівник відділення неврозів та психотерапії інституту ім. В. М. Бехтерева, головний психотерапевт Міністерства охорони здоров'я РФ[43]
- Коренюгін Володимир Іванович, 60, секретар Миколаївської міської ради (2010—2013), в. о. мера Миколаєва (2013)[44]
- Кропива Валентин Володимирович, одеський письменник-сатирик, режисер, сценарист, гравець КВК 1960-х років[45]
- Нурмагамбетов Сагадат Кожахметович, 89, перший міністр оборони Республіки Казахстан (1992—1995), Герой Радянського Союзу, Народний Герой Казахстану[46]
- Рєпін Юрій Михайлович, 87, професор Санкт-Петербурзького НДІ фтізіопульмонології, провідний фахівець в області хірургічного лікування туберкульозу легенів, заслужений лікар РФ[47]
- Фергюсон Сміт, 97, англійський контррозвідник(Про смерть стало відомо цього дня)[48]
- Трубецький Віталій Вадимович, 43, російський тележурналіст (НТВ, «Росія»); серцева недостатність[49]
- Тереса Шмігелювна, 83, польська актриса[50]

### 23 вересня
- Кирилов Геннадій Олексійович, 80, радянський та російський фізик, перший директор інституту лазерно-фізичних досліджень та заступник наукового керівника РФЯЦ-ВНІІЕФ[51]
- Влатко Маркович, 76, югославський футболіст, югославський та хорватський тренер, голова Хорватського футбольного союзу (1999, 2005, 2006—2012)[52]
- Шаан Свачян, 87, вікарій Константинопольського Вірменського Патріархату, архієпископ[53]
- Оскар Чепі, 72, кубинський економіст та опозиціонер[54]
- Станіслав Шозда, 62, польський велогонщик, дворазовий срібний призер літніх Олімпійських ігор у Мюнхені (1972) і у Монреалі (1976) у шосейній командній гонці на 100 км[55]

### 22 вересня
- Абу Абадлла аль-Лібі, лідер сирійського осередку організації «Ісламська держава Іраку та Леванту»; убитий[56]
- Александрова Людмила Кирилівна, директор Союзу музеїв Росії[57]
- Лучано Вінченцоні, 87, італійський сценарист («На кілька доларів більше», «Хороший, поганий, злий»)[58]
- Крістофер Кох, 81, австралійський письменник та сценарист («Рік небезпечного життя»)[59]
- Альваро Мутіс, 90, колумбійський поет і прозаїк, лауреат Нейштадтської літературної премії (2002)[60]
- Пугачов Анатолій Георгійович, 84, радянський та російський уролог, основоположник дитячої урології, доктор медичних наук[61]
- Абдель Хамід Сарадж, 87-88, голова Виконавчої Ради Північній Території Об'єднаної Арабської Республіки (прем'єр-міністр Сирії) (1960—1961)[62]
- Девід Гантер Г'юбел, 87, канадський учений, лауреат Нобелівської премії з фізіології та медицини 1981[63]

### 21 вересня
- Кофі Авунор, 78, ганський поет і письменник; убитий терористами у торговому центрі Найробі[64]
- Мішель Бро, 85, канадський режисер, лауреат Каннського кінофестивалю (1975)[65]
- Вальтер Вальман, 80, німецький політик, міністр з охорони навколишнього середовища, охорони природи та ядерної безпеки ФРН (1986—1987)[66]
- Роман Влад, 93, італійський композитор румунського походження[67]
- Наволочкін Микола Дмитрович, 90, радянський та російський далекосхідний письменник[68]
- Петер Солан, 84, словацький режисер, лауреат Міжнародного кінофестивалю Art Film Fest (1994)[69]
- Заур Шейхмагомедов, 45, лідер Каспійського угрупування дагестанського підпілля; убитий[70]

### 20 вересня
- Ерджан Актуна, 73, турецький футболіст, гравець збірної країни (1964—1971)[71]
- Завалін Володимир Миколайович, 56, російський політик, міністр національної політики Удмуртії (2001—2013)[72]
- Зибала Олексій, український регбіст, гравець команди «Кредо-1963», чемпіон країни; вбивство[73]
- Керолін Кессіді, 90, американська письменниця, дружина Ніла Кессіді[74]

### 19 вересня
- Аміду, 78, марокканський актор, лауреат Каїрського міжнародного кінофестивалю (2005)[75]
- Сей Зербо, 81, державний та військовий діяч Верхньої Вольти (нині Буркіна-Фасо), президент та прем'єр-міністр (1980—1982)[76]
- Джой Кові, 50, колишній фінансовий директор інтернет-компанії Amazon, ДТП[77]
- Геррі Мюрен, 67, нідерландський футболіст, триразовий володар Кубка чемпіонів, Суперкубка Європи та Міжконтинентального кубка в складі «Аякса»[78]
- Сіранчук Симеон Йосипович, 92 протоієрей РПЦ, настоятель храму Різдва Пресвятої Богородиці у Владикіні[79].
- Ханчин Всеволод Аронович, 76, радянський та російський яхтсмен та організатор парусного спорту[80]
- Ямауті Хіросі, 85, японський бізнесмен, президент компанії «Nintendo» (1949—2002)[81]

### 18 вересня

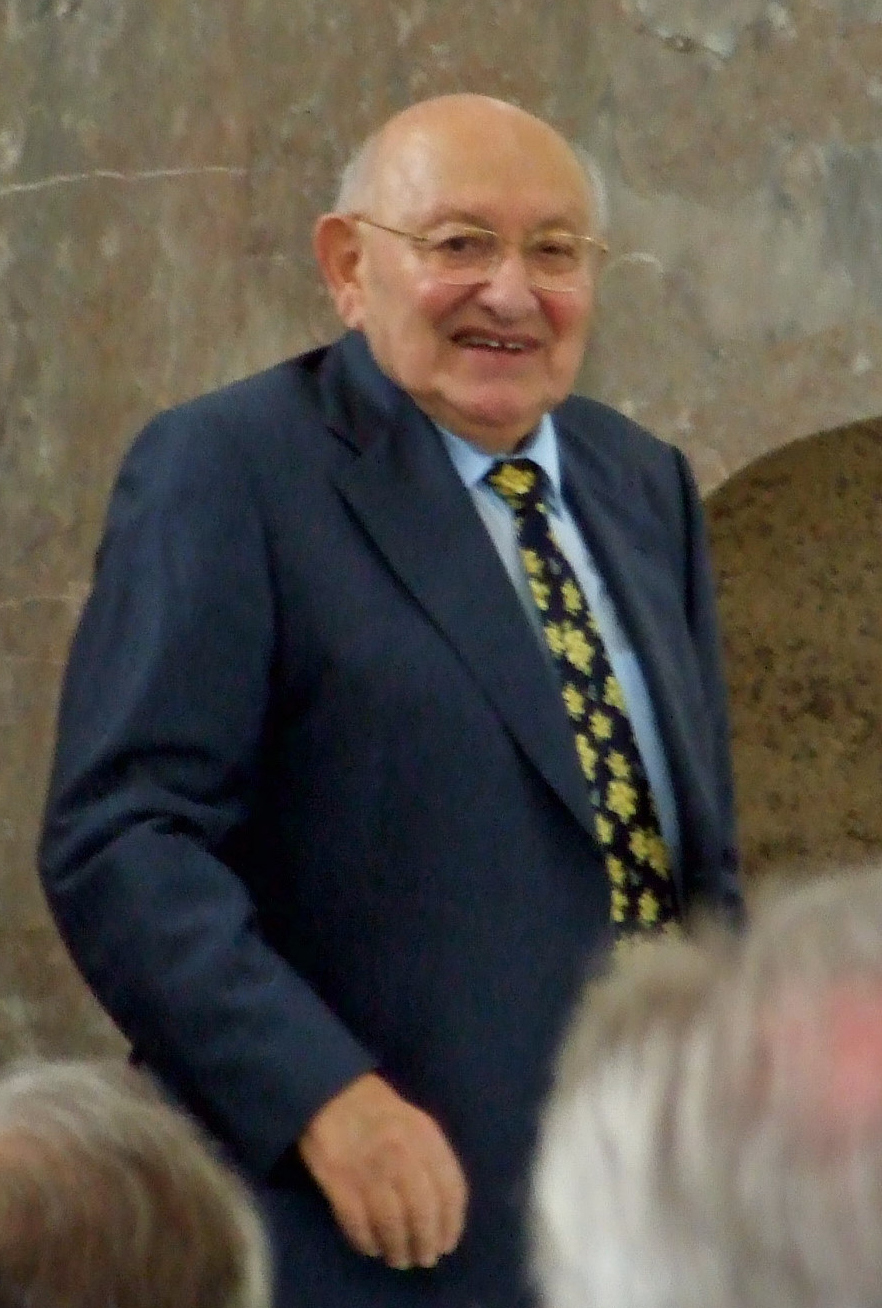
Марсель Райх-Раніцкі

- Лавіцький Геннадій Михайлович, 71, голова КДБ Білорусі (1994), посол в Ізраїлі (1995—2004)[82]
- Доналд Лоу, 68, канадський мікробіолог[83]
- Домінік Луазо, 64, французький та швейцарський годинникар, автор найскладніших ручних годинників за всю історію Blancpain 1735[84]
- Кен Нортон, 70, американський боксер-професіонал, чемпіон світу у важкій вазі[85]
- Рабинович Вадим Львович, 78, російський філософ, перекладач та культуролог[86]
- Марсель Райх-Раніцкі, 93, німецький літературний критик та публіцист[87].
- Річард Сарафьян, 83, американський режисер («Зникаюча точка»)[88][89]
- Черненко Дмитро Павлович, 85, казахстанський спортивний діяч, адміністратор футбольної команди «Кайрат» (Алма-Ата)[90]

### 17 вересня
- Аксьонова Олена Олександрівна, 54, актриса театру Біля будинку Станіславського, знімалася в кіно.
- Нікітін Ігор Борисович, 47, російський хокеїст, капітан ХК «Лада» (Тольятті), чемпіон Росії (1994), срібний та бронзовий призер чемпіонату СРСР[91]
- Майкл Д. Нунан, 78, ірландський політик, міністр оборони (1987—1989)[92]
- Марвін Рейнуотер, 88, американський музикант, співак та автор пісень[93]
- Ейдзі Тойода, 100, японський бізнесмен, президент (1967—1981) та голова (1981—1994) компанії «Toyota»[94]

### 16 вересня
- Філіп Берг, 86, американський рабин, керівник Центру вивчення Каббали[95]
- Даніель Діас Торрес, 64, кубинський режисер та сценарист, лауреат Берлінського кінофестивалю (1991)[96][97]
- Дукенбай Досжан, казахський письменник, лауреат Державної премії Республіки Казахстан та Національної премії імені М. Ауезова[98]
- Джекі Ломакс, 69, британський співак, автор пісень та гітарист[99]
- Лопаткін Микола Олексійович, 89, радянський та російський уролог та нефролог, засновник та перший керівник (1978 — 2007) Науково-дослідного інституту урології, академік АМН СРСР, Герой Соціалістичної Праці[100]
- Чин Пен, 88, політичний діяч Малайзії, голова антияпонської армії народів Малайї у роки Другої світової війни, лідер Комуністичної партія Малайї, 1947 — ?)[101]

### 15 вересня
- Боровський Борис Йосипович, 83, радянський та український актор театру і кіно[102]
- Хасан Муса Камара, 90, Гамбії політик, віце-президент Гамбії (1972—1982), міністр закордонних справ (1967—1974)[103]
- Робертс Лігерс, 82, латвійський актор театру і кіно[104]
- Пітер Морлі, 84 президент англійського футбольного клубу «Крістал Пелас»[105]

### 14 вересня

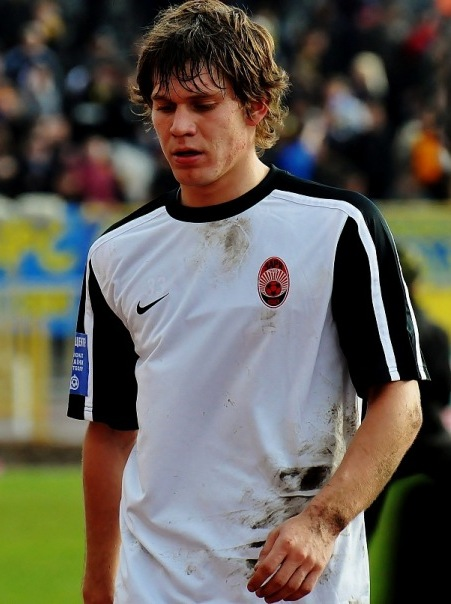
Максим Білий

- Усама Аль-Баз, 83, єгипетський політик та дипломат, який з Бутросом Бутрос-Галі налагоджував відносини Єгипту та Ізраїлю[106]
- Білий Максим Іванович, 24, український футболіст, екс-гравець молодіжної збірної України, півзахисник клубу «Зоря»[107].
- Хосе Гарасіно, 49, іспанський продюсер, генеральний директор Академії кінематографічних мистецтв і наук Іспанії (2011—2013)[108]
- Юрченков Петро Петрович, 62, радянський та білоруський актор театру та кіно, заслужений артист Республіки Білорусь[109]

### 13 вересня
- Луїс Гушикен, 63, бразильський політик, міністр комунікацій (2003—2005)[110]
- Мефодій (Петровцій), 71, єпископ РПЦ, єпископ Хустський та Виноградівський, 1994—1998)[111]
- Михальченко Валерій Васильович, 72, художній керівник Камерного хору Челябінської державної філармонії, народний артист РФ, 2007)[112]
- Новіков Микола Степанович, 80, російський письменник[113]
- Салустіано Санчес, 112, найстаріший на день смерті верифікований чоловік Землі[114]
- Петті Вебстер, 49, американська письменниця та публіцистка[115]
- Джиммі Герман, 72, канадський актор[116][117].

### 12 вересня

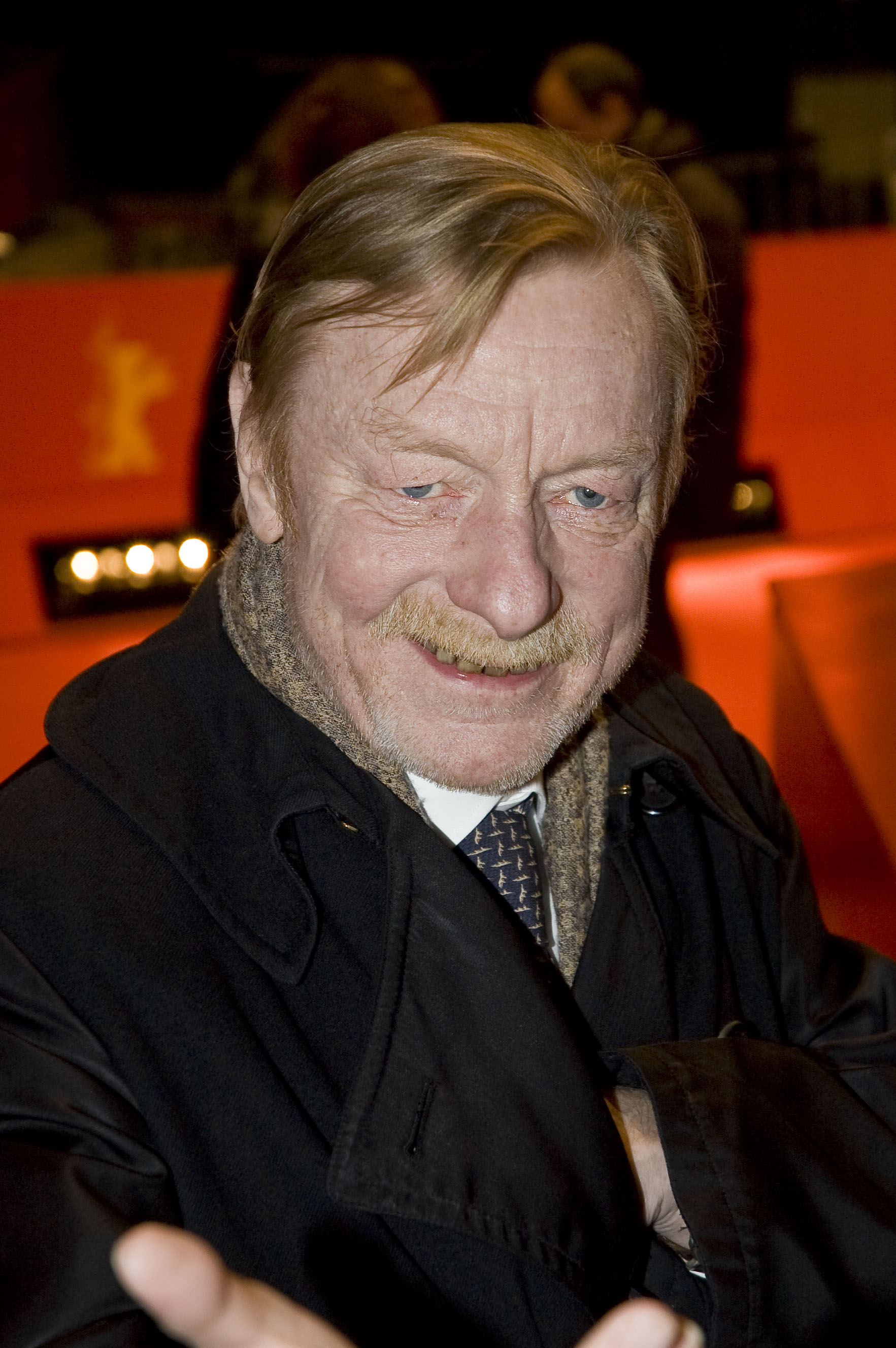
Отто Зандер

- Юрій Веллі (Юрій Килевич Айваседа), 65, російський ненецький письменник і поет[118]
- Рей Долбі, 80, американський інженер та винахідник, один з винахідників відеомагнітофона та винахідник Dolby NR і об'ємного звуку, засновник фірми «Dolby Laboratories»; хвороба Альцгеймера, лейкемія[119].
- Отто Зандер, 72, німецький актор[120]
- Еріх Лест, 87, німецький письменник; самогубство[121]
- Потєхін Сергій Геннадійович, академік Російської академії космонавтики ім. К. Е. Ціолковського[122]
- Омар Хаммамі (Абу Мансур аль-Амрікі), 29, американський ісламістський терорист[123]

### 11 вересня

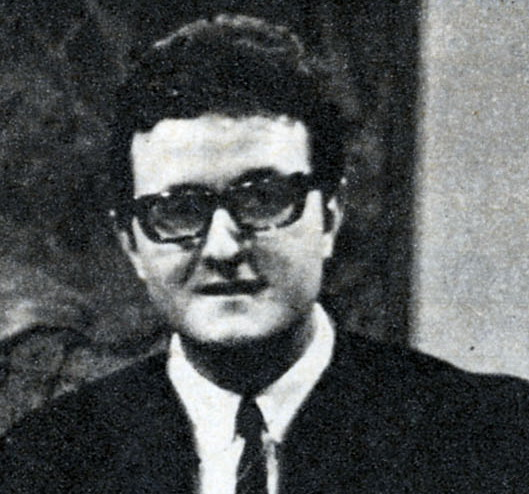
Джиммі Фонтана

- Маршалл Берман, 73, американський філософ[124]
- Фернан Бун, 79, бельгійський футбольний голкіпер, («Брюгге»), Футболіст року в Бельгії, 1967)[125]
- Босенко Валерій Іванович, 65, кінознавець, упорядник збірника Булата Окуджави «Краплі Данського короля»[126]
- Альбер Жаккар, 87, французький генетик[127]
- Конюхов Василь Іванович, 83, російський музейний працівник, директор музею-заповідника «Петергоф», музею-пам'ятника «Спас-на-Крові»[128]
- Мезенцев Олександр Федорович, 64, голова міста Байконур, 2002—2013)[129]
- Саян Санья, 60, тайський співак[130]
- Сибилева Зінаїда Іванівна, 73, акторка Азербайджанського державного російського драматичного театру імені Самеда Вургуна, заслужена акторка Азербайджану[131]
- Джиммі Фонтана, 78, італійський композитор, співак та актор[132]

### 10 вересня
- Дьордь Гуріч, 84, угорський борець, бронзовий призер Олімпійських ігор у Гельсінкі 1952, чемпіон світу 1961 року[133]
- Москович Софія, 62, ізраїльський режисер, авторка театральної школи[134]
- Йозеф Німец, 79, чеський боксер, бронзовий призер літніх Олімпійських ігор у Римі 1960, чемпіон Європи (1963)[135]
- Ні Моянь, 79, китайський вчений-літературознавець, дослідник творчості Лу Сіня[136]
- Симонова Ольга Олексіївна, 74, акторка та колишній директор Кіровського театру на Спаській, народна артистка РРФСР[137]
- Челлі Шеберг, 76, шведський лижник, бронзовий призер чемпіонату світу зі стрибків з трампліна 1966[138]

### 9 вересня
- Альберто Бевілакуа, 79, італійський письменник та режисер[139]
- Жебрюнас Арунас Пранович, 83, литовський кінорежисер («Маленький принц», «Пригоди Калле-сищика» та ін.)[140]
- Ізгагін Борис Георгійович, 94, авіабудівник, почесний житель Пермі, Герой Соціалістичної Праці (1976)[141]
- Ройфе Олександр Михайлович, 46, російський літературний критик, бібліограф, перекладач[142]
- Сьюзен Фіцджеральд, 64, ірландська акторка[143]

### 8 вересня
- Вішерньов Дмитро Валерійович, 36, російський дипломат; убитий в Абхазії[144]
- Горяєв Сергій Віталійович, 55, художник та архітектор, народний художник Росії, академік Російської Академії мистецтв[145]
- Леопольд Жоредьє, 66, віце-президент уряду Нової Каледонії (1999—2001)[146]
- Кушеков Унайбай Кушекович, 88, казахський радянський партійний та державний діяч[147]
- Сергій Плачинда, український письменник[148]
- Покотило Володимир, член націоналістичного підпілля — СВУ (1938) та ОУН (1939)[149]

### 7 вересня
- Альберт Бартлетт, 90, американський фізик[150]
- Зелм Біті, 73, американський баскетболіст[151]
- Ромеш Бхандарі, 85, індійський політик, губернатор Трипури, 1993—1995), губернтор Гоа (1995—1996), губернатор Уттар-Прадеш (1996—1998)[152]
- Ілля Гурнік, 90, чеський композитор та есеїст[153]
- Фред Кац, Fred Katz[en], 94, американський джазовий віолончеліст та композитор, піонер використання віолончелі в джазовій музиці.[154]
- Кондучалова Кулійпа, 92, киргизький політик, міністр закордонних справ та міністр культури Киргизької РСР (1958—1980)[155]
- Арвідас Стубра, 54, литовський фотохудожник[156]
- Вольфганг Франк, 62, німецький футболіст та тренер; рак[157]
- Марек Шпілар, 38, словацький футболіст («Кошице», «Брюгге»); самогубство[158]

### 6 вересня
- Енн Керол Кріспін, 63, американська письменниця-фантаст[159]
- Пучков Микола Георгійович, 74, радянський кінооператор, лауреат Державної премії СРСР (1983)[160]

### 5 вересня
- Ващенко Володимир Никифорович, 91, заступник начальника Головного управління Генерального штабу Збройних Сил СРСР (1975—1987), віце-адмірал у відставці[161]
- Гопанчук Леонід Авакумович, 58, заслужений художник України
- Рохус Міш, 96, військовослужбовець команди супроводу Адольфа Гітлера, обершарфюрер СС Останній живий свідок самогубства Гітлера та подій, що відбувалися у Фюрербункері 1945 року[162]
- Алексіс Урбіна, 17, чемпіон США з боксу серед юніорів; вбивство[163]

### 4 вересня
- Сушміта Банерджі, 49, індійсько-афганська письменниця; вбивство[164]
- Гришанков Веніамін Олексійович, заступник командувача ракетними військами та артилерією Сухопутних військ Росії, генерал-лейтенант у відставці[165].
- Мохаммад Алі Нумех, 27, сирійський тхеквондистів, чемпіон країни; загинув у результаті ракетного обстрілу[166].
- Степашкін Станіслав Іванович, 73, радянський боксер, Олімпійський чемпіон (1964), чемпіон Європи та СРСР, суддя[167].
- Щеповских Анатолій Іванович, 68, татарський та російський політик[168].

### 3 вересня
- Аріель Кастро, 53, американський злочинець, який викрав та насильно утримував протягом 10 років в ув'язненні трьох жінок («Клівленда маніяк»); самогубство[169].
- Єфімов Мирон Юхимович, 98, радянський льотчик-штурмовик Другої світової війни, Герой Радянського Союзу[170]
- Дон Мейнеке, 82, американський баскетболіст[171].
- Невежин Павло Петрович, 89, учасник Другої світової війни, повний кавалер ордена Слави[172]
- Невмитий Володимир Ілліч, 59, член правління Національної спілки журналістів України[173]
- Попов Іван Олександрович, 53, кінорежисер та сценарист («Кошеня», «Перетворення»)[174].
- Хосе Рамон Ларрас, 84, іспанський режисер та сценарист[175]

### 2 вересня

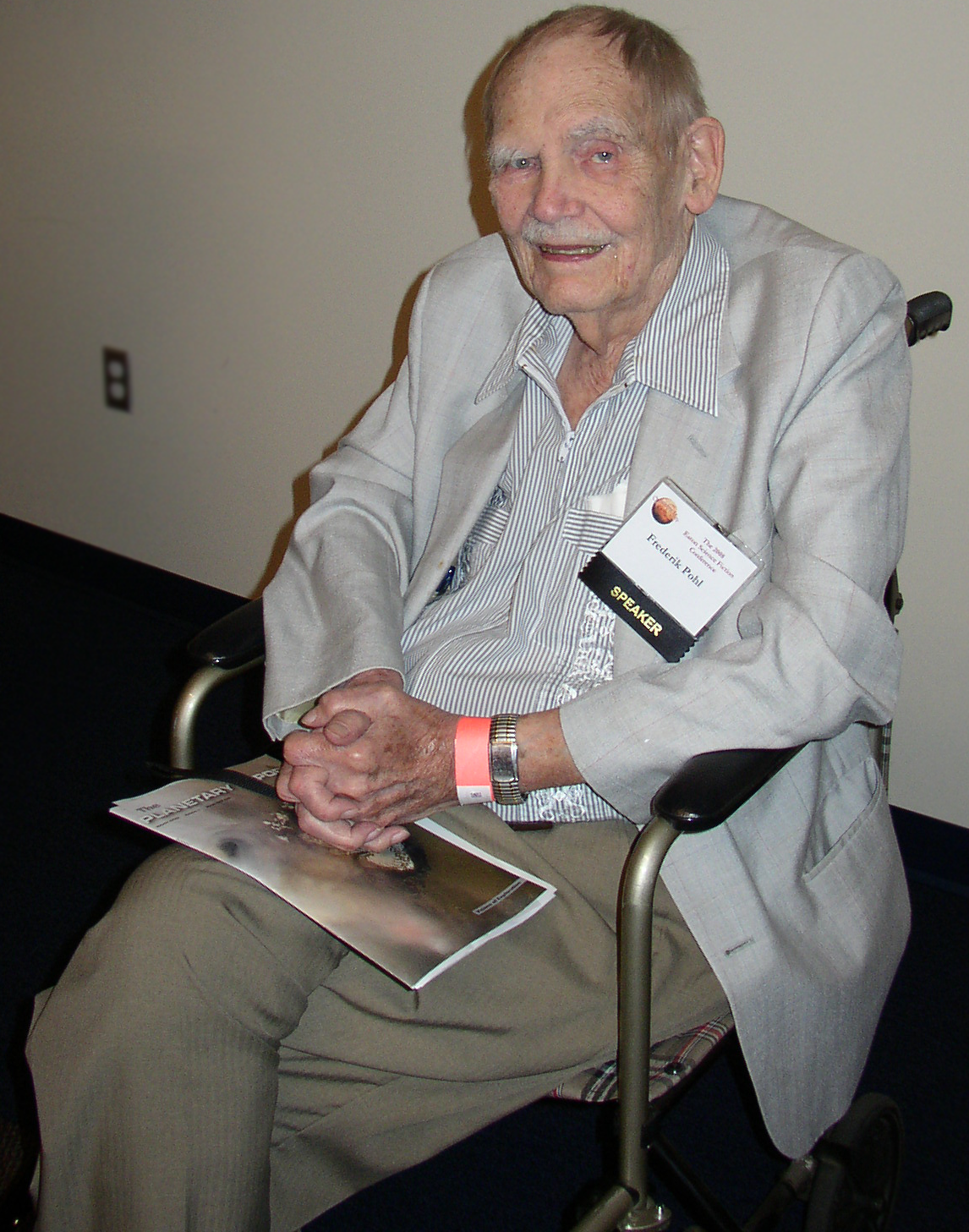
Фредерик Пол

- Ананян Левон Закарович, 66, вірменський письменник, публіцист, голова Спілки письменників Вірменії[176].
- Валері Бенгігі, 47, французька актриса; рак молочної залози[177][178].
- Єрмаков Олександр Геліодорович, 62, російський журналіст, головний редактор газет «Молодий комунар» та «Тульськие известия»[179].
- Кравцов Тарас Сергійович, 90, український вчений-музикознавець, композитор, педагог.
- Рональд Коуз, 102, американський економіст, лауреат Нобелівської премії з економіки
- Фредерик Пол, 93, американський письменник-фантаст[180].
- Пол Скун, 78, генерал-губернатор Гренади, 1978—1992)[181].
- Соколов Борис Сергійович, 99, російський палеонтолог, академік РАН[182]

### 1 вересня

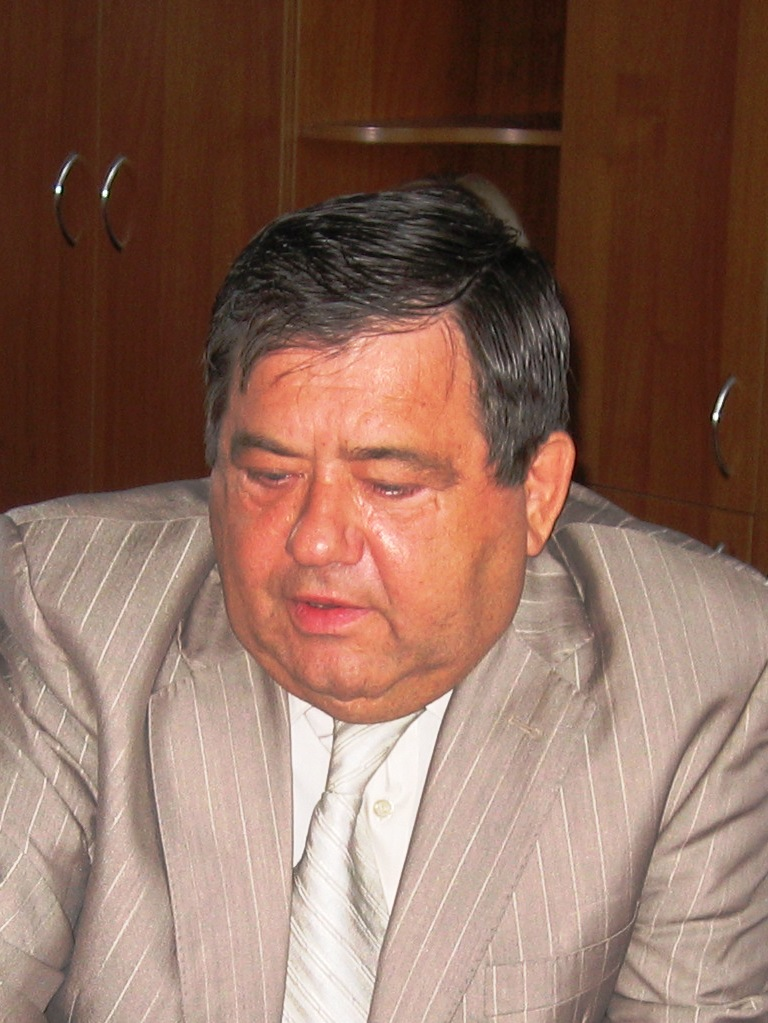
Михайло Бондаренко

- Бондаренко Михайло Федорович, 69, ректор Харківського національного університету радіоелектроніки[183].
- Бузіка Андрій Миколайович, 44, актор Казахстанського державного академічного російського театру драми імені М. Ю. Лермонтова[184].
- Звонко Бушич, 67, хорват, відповідальний за викрадення літака у вересні 1976 року, самогубство[185].
- Діванян Армен Михайлович, 55, вірменський композитор, керівник дитячого ансамблю «Аревнер»[186].
- Оле Ернст, 73, данський актор («Епідемія»)[187][188].
- Ігнасіо Ейсагірре, 92, іспанський футболіст та тренер[189].
- Кулик Юрій Володимирович, 61, білоруський театральний режисер та драматург, директор Білоруського республіканського театру юного глядача[190].
- Томмі Моррісон, 44, американський професійний боксер, чемпіон світу (1993)[191].
- Пєтухова Наталія Василівна, 96, радянська легкоатлетка, спринтер[192].
- Агоштон Розіваль, 34, угорський автогонщик, наслідки аварії на Moscow Raceway[193]
- Паль Чернай, 80, угорський футболіст та тренер[194].